# Cherno Samba
Pour les articles homonymes, voir Samba.
Cherno Samba (né le 10 novembre 1985 à Banjul, Gambie) est un footballeur anglais d'origine gambienne.

## Carrière
- 2002-2004 :  Millwall
- 2004-2005 :  Cadix CF
- 2005-2006 :  Málaga CF B (prêt)
- 2006-Janvier 2007 :  Plymouth Argyle
- Janvier 2007-Février 2007 :  Wrexham AFC  (prêt)
- Février 2007-2008 :  Plymouth Argyle
- 2008-2009 :  FC Haka
- 2010 :  Panetolikós FC
- 2012- :  FK Tønsberg